# Ed Brown
Pour les articles homonymes, voir Ed Brown (pilote automobile) et Brown.
(en) Statistiques sur pro-football-reference
Ed Brown, né le 26 octobre 1928 et décédé le 2 août 2007, était joueur de football américain évoluant au poste de quarterback. Il joua en NFL de 1954 à 1965. Il fut sélectionné à deux éditions du Pro Bowl.

## Carrière
Lors de sa carrière universitaire, il fut le quarterback des San Francisco Dons avec lesquels il signe une saison parfaite en 1951 : 9 victoires pour aucune défaite. Malgré ces résultats, les Dons ne furent pas invités à jouer de bowl de fin de saison pour des raisons de racisme : les Dons utilisait quelques joueurs noirs dans son effectif, et ceci en choquait certains. On leur demanda ainsi officiellement de laisser leurs joueurs noirs sur le banc si les Dons voulaient participer à un bowl de fin de saison. Les Dons refusèrent.
Ed Brown fut drafté par George Halas des Bears de Chicago en 1952, mais il doit partir pour effectuer ses deux années de service militaire et revient au jeu en 1954 sous l'uniforme des Bears. Il prend la succession de George Blanda comme quarterback titutlaire des Bears de 1955 à 1959 puis occupe la même position aux Steelers de Pittsburgh de 1963 à 1964.